# Astra 900
Die Astra 900 ist eine spanische Pistole.

## Geschichte
Die Waffe war keine eigenständige Entwicklung, sondern entstand auf der Basis der deutschen Mauser C96. Die internationalen Exporterfolge der Mauser-Pistolen inspirierten das baskische Unternehmen Astra Unceta y Compañía, ein ähnliches Konkurrenzmodell anzubieten. Mauser war durch die Auflagen des Versailler Vertrages in einer geschwächten Position, zudem erwies sich das durch Bürgerkriege geschüttelte China als zunehmend lukrativerer Absatzmarkt.

## Technik
Äußerlich sind Mauser C96 und die Astra-Modelle kaum zu unterscheiden und verwenden auch die gleiche Munition. Intern ist die Verschlusstechnik jedoch völlig anders gelöst, die Astra 900 ist kein identischer Nachbau. Während die Verschlussteile der Mauser als Ganzes entfernt werden können, sind diese beim spanischen Gegenstück durch einen Systemdeckel zugänglich. Insbesondere vermied das spanische Unternehmen allzu aufwändige Fertigungstechniken. Das Ursprungsmodell 900 war nur mit einem festen Kastenmagazin ausgestattet, das mittels Ladestreifen befüllt wurde. Das Folgemodell besaß einen Wahlschalter, der auch Dauerfeuer ermöglichte. An sich war diese Option von zweifelhaftem Wert, da die hohe Kadenz von 900 Schuss pro Minute die Waffe nahezu unkontrollierbar machte und das 10-schüssige Magazin extrem schnell geleert war. Die vollautomatische Funktion erwies sich gleichwohl als verkaufsförderndes Argument. Mauser sah sich in Zugzwang gebracht und stellte 1932 ebenfalls ein Reihenfeuermodell ihrer C96 vor, das zusätzlich noch größere und vor allem wechselbare Magazine bot. Astra zog daraufhin mit dem Modell 902 gleich. Inklusive aller Varianten wurden etwa 35.000 Exemplare gefertigt und zumeist nach China exportiert.

## Varianten
| Modell | Kapazität (Schuss) | Lauflänge (mm) | Gewicht (kg) | Details                                                                             |
| ------ | ------------------ | -------------- | ------------ | ----------------------------------------------------------------------------------- |
| 900    | 10                 | 140            | 1,30         | halbautomatische Grundversion, ohne Anschlagschaft                                  |
| 901    | 10                 | 140            | 1,30         | Version mit Dauerfeueroption                                                        |
| 902    | 10/20              | 180            | 1,36         | Version mit Dauerfeueroption und Wechselmagazinen                                   |
| 903    | 10/20              | 160            | 1,37         | wie Version 902, jedoch durch Verzögerer herabgesetzte Feuerrate vom 300 Schuss/min |
| 903F   | 10/20              | 160            | 1,37         | Kaliber 9 mm Largo                                                                  |